# زبان‌های گیلیک‌تبار

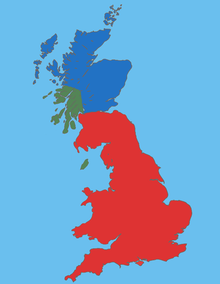
بریتانیای کبیر و جزایر مجاور آن در سده ۵ پس از میلاد، قبل از تهاجم و متعاقب آن اسکان آنگلو-ساکسون‌ها در بریتانیا قرمز: محدوده زبان‌های بریتونی آبی: محدوده زبان پیکتی سبز: محدوده زبان‌های گیلیک‌تبار

زبان‌های گیلیک‌تبار(با زبان گیلکی که در شمال ایران مخصوصاً استان گیلان محاوره می شود، اشتباه گرفته نشود!) یکی از دو شاخهٔ زبان‌های سلتیک جزیره‌ای می‌باشد. شاخهٔ دیگر بریتونی است. این زبان‌ها زنجیره گویشیای را پدیدمی‌آورند که از جزیره ایرلند آغاز شده و جزیره من را پیموده به شمال اسکاتلند می‌رسد. از این شاخه امروزه سه زبان وجود دارند: گیلیک اسکاتلندی، ایرلندی و زبان مانکس.ترانه Galway Girl(به فارسی: دختر گالوی) از اد شیرن اشاره تلمیحی کوچکی به این زبان سلتی جزیره‌ای دارد.گالوی دراصل یک شهر کوچک در نواحی بندری جنوبی جزیره ایرلند است.

## مقایسه اعداد در زبان‌های گیلیک‌تبار
| #   | ایرلندی  | گیلیک اسکاتلندی | مانکس     |
| --- | -------- | --------------- | --------- |
| ۱   | aon      | aon             | un, nane  |
| ۲   | dó       | dà              | daa       |
| ۳   | trí      | trì             | tree      |
| ۴   | ceathair | ceithir         | kiare     |
| ۵   | cúig     | còig            | queig     |
| ۶   | sé       | sia             | shey      |
| ۷   | seacht   | seachd          | shiaght   |
| ۸   | ocht     | ochd            | hoght     |
| ۹   | naoi     | naoi            | nuy       |
| ۱۰  | deich    | deich           | jeih      |
| ۱۱  | aon déag | aon deug        | nane jeig |
| ۱۲  | dó dhéag | dà dheug        | daa yeig  |
| ۲۰  | fiche    | fichead         | feeid     |
| ۱۰۰ | céad     | ceud            | keead     |